# Bazailles
Bazailles – miejscowość i gmina we Francji, w regionie Grand Est, w departamencie Meurthe i Mozela.
Według danych na rok 1990 gminę zamieszkiwało 170 osób, a gęstość zaludnienia wynosiła 40 osób/km² (wśród 2335 gmin Lotaryngii Bazailles plasuje się na 875. miejscu pod względem liczby ludności, natomiast pod względem powierzchni na miejscu 1076.).